# Domingo Llobet i Montagut
Domingo Llobet i Montagut (Vallfogona de Riucorb (Conca de Barberà): 14 de novembre de 1833 - ib., 25 de novembre de 1878) fou un polític català, batlle de la seva localitat natal.
Fill de Domingo Llobet pagès natural de Vallfogona de Riucorb i de Rosa Montagut natural de Talavera. Va estar casat amb Paula Segura i Ramon natural de Malgrat (Cervera) (sufragània de Sant Miquel de la Prenyanosa.
Fou un alcalde vallfogoní que prengué possessió del càrrec el 1867, després de participar com a regidor del govern municipal durant quatre anys. Destacà per ser un defensor del bé comú de les aigües mineromedicinals salino-sulfuroses que afloraren dins la jurisdicció de Vallfogona de Riucorb el 1865, tot iniciant l'expedient de reconeixement públic i municipalització d'aquestes aigües i declarant-ne les propietats curatives, certificades el 1867 pels metges oficials Llorenç Sicart i Bonaventura Virgili. El procés que inicià fou llarg, per bé que, nou anys més tard, el 1878, ja exalcalde, fou nomenat de nou per encapçalar una comissió electa comunal per reclamar les aigües en favor de la vila, però amb la seva mort prematura, produïda en aquell mateix any a l'edat de 45 anys, la causa comunal es debilità i, el 1899, el terreny on era situada la font passaria a mans privades, de manera que el 1901 s'iniciaria l'establiment de l'actual Balneari de Vallfogona. Per altra banda, mantingué una estreta relació amb Ramon Corbella i Llobet (1850-1924), fill de la vila i destacat militar carlí que esdevingué prevere i canonge del bisbe Josep Torras i Bages, així com de Josep Morgades, amb qui col·laborà activament en la creació del Museu Episcopal de Vic.